# 希腊历史
希腊历史传统上包括对于希腊人民，对于他们统治的地域，以及今天希腊国土内地区的历史研究。希腊人的定義和居住範圍在历史上有很大的变动，因此希腊历史所牽涉的地域具有一定弹性，每一个时期都有自己的地域范围。
公元前3200年，希臘地區發展出愛琴文明，前1500年，古希腊人的其中一支多利安人入侵希臘，進而吸收邁錫尼文明，前1200年，多利安人將其摧毀，原居克里特島的希臘人為了躲避多利安人的侵襲，分別遷往阿提加半島、小亞細亞等地，這段戰亂紛起的時代被稱為黑暗時期，造就希臘城邦政治的發展的基礎，波希戰爭後，古希臘政治、經濟與文化發展達到巔峰，但也由於諸邦林立，彼此互相攻伐，導致希臘城邦普遍衰敗的景況，馬其頓趁勢崛起，希臘便在馬其頓的統治之下。亞歷山大南征北討，領土曾擴張到歐亞非三洲。希臘文明傳播至埃及和兴都库什等地區。之后，大量的希腊族裔散落在这片廣大的土地上，包括土耳其、意大利、利比亚、黎凡特等。
亞歷山大去世後，帝國分裂成三大王國，古羅馬共和國則先後吞併三大王國，希臘也被羅馬併吞。自此古希臘滅亡成為羅馬的一部分。後來羅馬帝國分裂為東西羅馬帝國。東羅馬帝國以拜占庭為中心，孕育出東方色彩的希臘文化。1453年，奧斯曼帝國攻陷君士坦丁堡，滅亡拜占庭帝國，之後，希臘進入奧斯曼土耳其帝國統治時期。直到1832年，希臘才正式宣布獨立。
第一次世界大戰時，希臘與同盟國交戰，獲得愛琴海地區的部分領土。到了第二次世界大戰時，德、意兩國輪番侵略，希臘雖有反擊，終究抵擋不住德軍的攻勢，曾一度遭到德軍佔領。二戰後，希臘則開始國家的新建設，1967年，則發生政變，實權落入軍人手中，1974年，希臘政治又做了一次大變革，軍人政府改為民選政府，召開國民會議，廢除君主制，成立新的共和政體。
希腊移民已经广泛融入全球各种不同的社会。不过，今天大多数希腊人还是居住在现代的希臘共和國（独立于1821年）以及塞浦路斯（独立于1960年）。

## 新石器時代
在前7000年左右，新石器時代革命開始影響到當時的巴爾幹半島與希臘地區。希腊的原住民彼拉斯齐人（荷马史诗中被提到)被认为可能是属于非印欧语系的民族，他们是希腊最早的居民。

## 青銅時代
前3000年左右南下的印欧人部落与來自於安那托利亚的印歐民族以及希腊的原住民彼拉斯齐人融合并定居於愛琴海沿岸，成為希臘人的祖先。
大约公元前1600年，另一支古印欧人来到了希腊南部的迈锡尼，此后的500年里，这支古印欧人创造了迈锡尼文明，希腊进入了荷马史詩中的年代。

#### 青銅時代前期

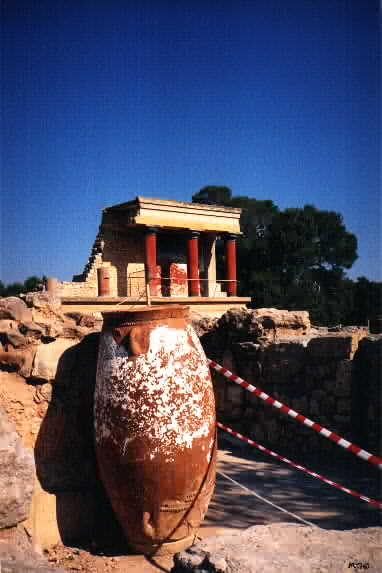
克里特岛的米诺斯王宫

米诺斯文明活躍時期大约在公元前3200年一直持续到约前1600年。現今人們對於米诺斯人知之甚少，甚至连这个名字也只是一个现代的称呼，其稱呼来自传说中克里特岛的国王米诺斯。他们被認定属于前印欧民族（pre-Indo-European），而他们的语言米诺斯语（Eteocretan）可能使用仍未被解读的线性文字A书写。他們主要以海上貿易為生。貿易是米诺斯的主要經濟來源，地中海東部地區都曾發現來自於米諾斯的工藝品，譬如印石。出產自希臘、土耳其、愛琴海諸島、埃及以及美索不達米亞的金屬製品也曾在克諾索斯遺址發現。考克學家在克里特島上也發现種類繁多的大型壇罐。這些壇罐是用來收藏橄欖油和葡萄酒的器具，橄欖油和葡萄酒是米諾斯人的主要出口產品。除此之外，木材、羊毛紱、陶器、珠寶、刀具、香水以及藥品也都是他們的出口產品。
虽然他们式微的原因不详，但是可以确定的是他们最终为希腊大陆的迈锡尼人所入侵和统治。现米诺斯时期的最大出土遗址为克里特岛上的克诺索斯宫。
同時代希腊地区也有基克拉泽斯群島的基克拉泽斯文明，以及位于希腊大陆的赫拉斯文明。

#### 青銅時代后期：邁錫尼文明
邁锡尼文明是希腊青铜时代晚期的古希腊文明。它的存在从公元前1600年左右迈锡尼希腊人到达爱琴海开始算起，直至公元前1100年的衰落，这是荷马史诗以及许多希腊神话的历史设定。「迈锡尼时期」得名于阿尔戈斯地区东北的迈锡尼考古遗址，在希腊南部的伯罗奔尼撒半岛上。雅典、皮洛斯、底比斯及梯林斯也是重要的迈锡尼城市。
迈锡尼文明是个由武士所领衔的贵族统治，大约前1400年迈锡尼人掌握米诺斯文明的中心克里特岛的控制权，并且吸收后者的文字，从而衍生出线性文字B来书写自己的语言，一种早期希腊语。米诺斯时期的文字被称为线性文字A。
迈锡尼人将他们的贵族葬于圆顶墓（tholoi），一种带有高高的穹顶和笔直的石砌入口通道的圆形墓室。他们通常将短剑和其他武器装备与死者合葬，而贵族更是通常戴有金面具、冠冕、甲胄以及镶有珠宝的武器。迈锡尼人通常以坐姿下葬，一些贵族的遗体经过木乃伊化。
迈锡尼文明衰落于约前1100年，许多城市被洗劫一空，从此希腊历史进入黑暗时代。在这段时期，希腊的人口和文化都有大幅度的下降。希腊人自己将祸根归结于另一族希腊人——多利安人的入侵，然而缺乏考古证据证明这个论断。

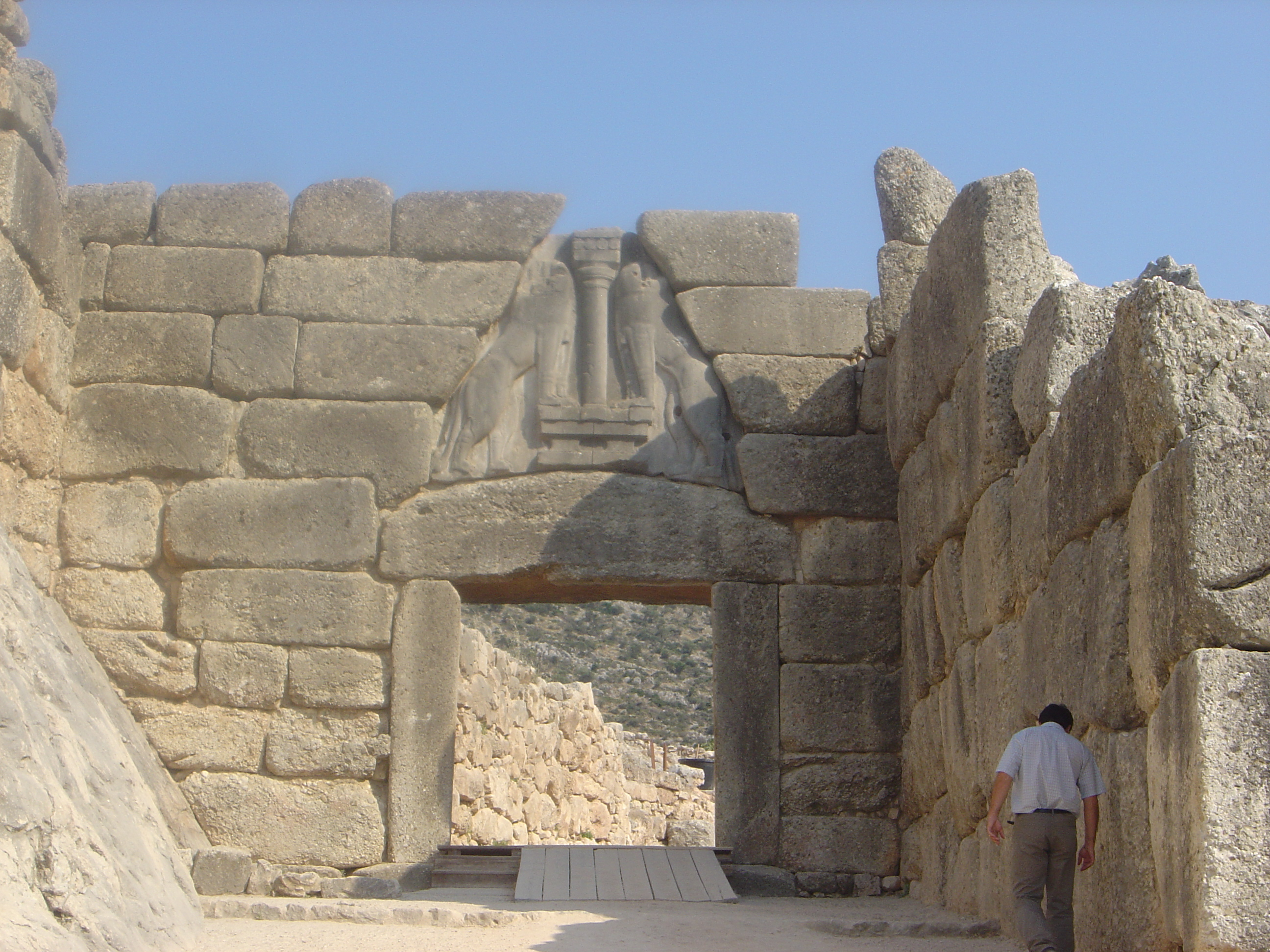
迈锡尼的狮子门

## 黑暗时代
希腊黑暗时代（约前1200年至前800年）指的是希腊历史中从假设中的多利安人入侵及迈锡尼文明灭亡的公元前十一世纪直到公元前九世纪最早的希腊城邦之崛起；以及公元前八世纪，荷马史诗等最早的希腊文写作的出现。
迈锡尼文明的没落在时间上对应于数个近东帝国的衰落，特别是赫梯和埃及文明的衰落，其原因可能为某个装备有铁製兵器的海上民族的入侵。当多利安人南下希腊的时候，他们也装备有更为先进的铁製兵器，可以轻易地将已經衰弱的迈锡尼人趕走。然而，最近的考古学显示，干旱歉收的时期造成饥荒，导致文明的没落这一原因可能性更大，而并非是多利安人的入侵。这之后的历史时期被统称为希腊黑暗时代。
考古学显示出希腊世界在这一时期中文明的衰落，迈锡尼人雄伟的宫殿被摧毁或是遗弃，希腊文字停止使用。希腊黑暗时代的陶器只有简单的几何装饰，缺乏迈锡尼期间的器件所展现的丰富的图案设计。黑暗时代的希腊人的居住点数量稀少，并且规模很小，可能说明人口的急剧减少。没有发现产自国外的货品，可能表示国际贸易衰落。同时，与其他文明的联络也消失，导致社会文化等發展的全面停滞。
贯穿统治这个时期的国王最后为贵族统治所取代，在一些地区更晚地出现贵族统治中的贵族统治——精英之精英。战争的重心从骑士身上转向对步兵的倚重。由于其低廉的造价和随处可集的便利性，铁器取代铜器作为制造工具和武器的首选。不同阶层的人们之间的差异逐渐变小，从而导致王权的颠覆和氏族的兴起。
氏族开始重新建构他们的历史，以将其血脉联系到特洛伊战争的英雄，特别是赫拉克勒斯身上。虽然其中绝大多数纯属传说，赫西俄德学派的诗人们还是整理出一部分。大多数的诗篇已经散佚，我们只知道一些写故事的人，比如米利都的赫卡泰奥斯（Hecataeus）以及阿尔戈斯的阿修西劳斯（Acusilaus）。
人们相信荷马史诗中含有一些黑暗时代口头传承下来的传统，但是荷马作品的历史真实性仍广为争论。
在这个时期的末期，凝滞的文明重沐于广布希腊世界的全面复兴，地域远至黑海及西班牙。书写系统从腓尼基人借用而後發明，后向北传布至意大利和高卢。

## 古风时代
这一时期人們會注意到工藝，科技和政治哲學的明顯進步和希臘城邦的興起，古典哲學，劇場，詩歌的发展以及對在希臘黑暗時代失去的書寫語言的重新引入（古風的定義也部分來自此）。前8世纪希腊城邦（Polis）逐渐兴起，城邦是政治生活的基本單元，“政治”（Politics）一詞即为“城邦的事务”。最著名的兩個城邦為斯巴達和雅典。斯巴達傳說在前7世紀由立法者呂庫古進行改革，實施軍事化制度。而雅典在前6世紀由梭倫進行改革，擴大雅典公民權利。希臘城邦紛紛在地中海和黑海沿岸建立殖民地，著名的有敘拉古，塔蘭托和那不勒斯。前776年，各城邦在奧林匹亞舉辦第一次奥林匹克运动会。

## 古典时代
公元前492和480年，波斯帝國對希臘世界進行了兩次大規模的入侵，均遭到挫敗，史称希波战争，古希臘文明進入了它的高峰。
雅典的民主改革在伯里克利時代正式完成，商業，工藝，哲學，科學和藝術空前發展。著名的蘇格拉底、柏拉图、亚里士多德、赫拉克利特、巴门尼德、德谟克利特、希罗多德、修昔底德、色诺芬、索福克勒斯、歐里庇得斯、阿里斯托芬均為這一時期的人物。
公元前431年，雅典領導的提洛同盟和斯巴達領導的伯羅奔尼撒同盟之間再次爆發戰爭，史稱伯羅奔尼撒戰爭。雅典民主制結束，取而代之的是斯巴達人支持的寡頭政府。但斯巴達人的霸權沒能持續太久，希臘城邦就陷入了混戰。
公元前335年，馬其頓國王亞歷山大大帝夷平底比斯，除斯巴達外的希臘眾城邦降伏，古典時代結束，希腊化时代开始。

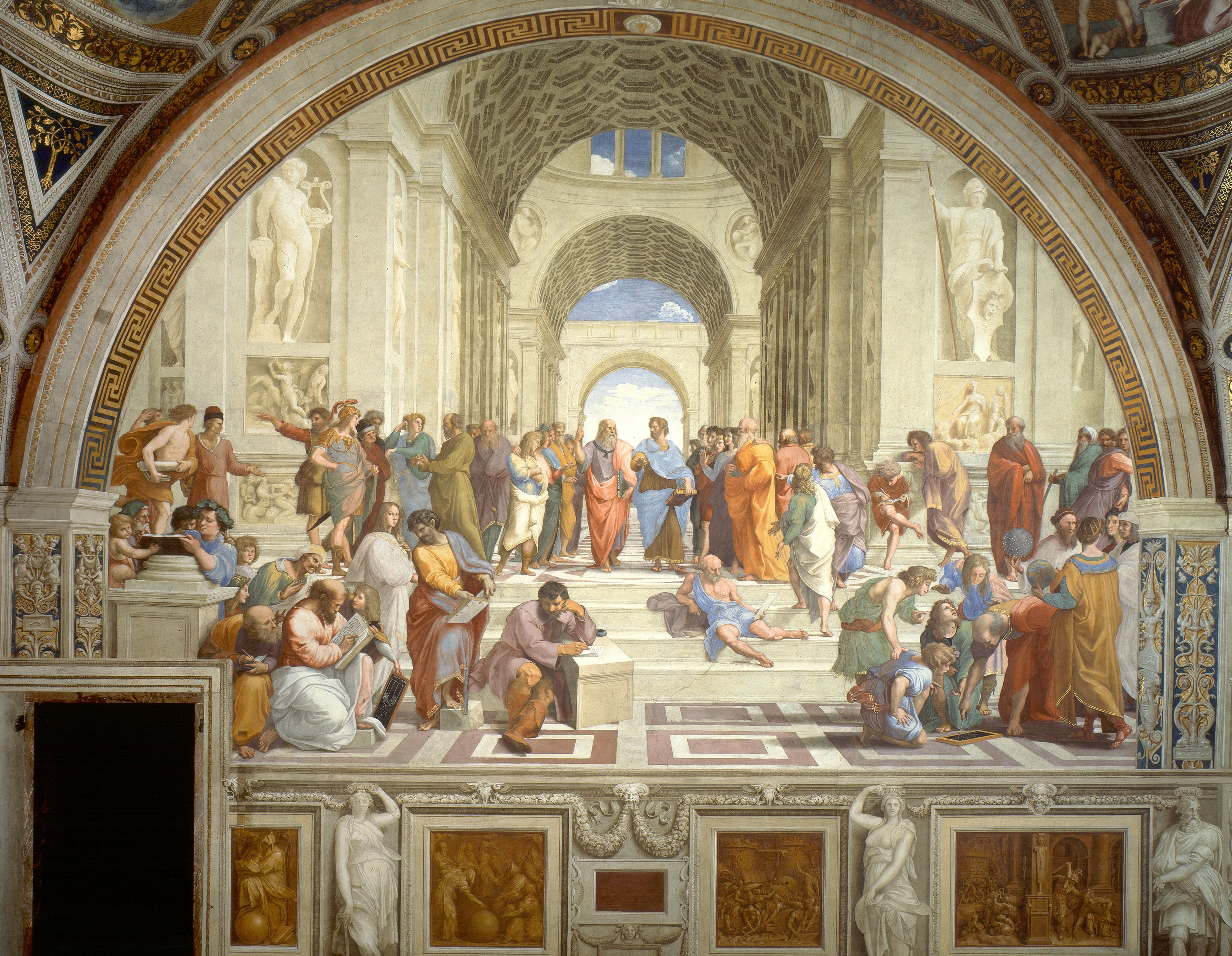
雅典學院，拉斐尔，1509

## 希腊化時代
希腊化时期开始于前323年的亚历山大大帝之死，结束于前146年，希腊大陆和岛屿归并于罗马的版图内。虽然罗马对希腊的统治并没有改变希腊化时期所形成的文化社会传统，它还是标志希腊政治独立性的丧失。

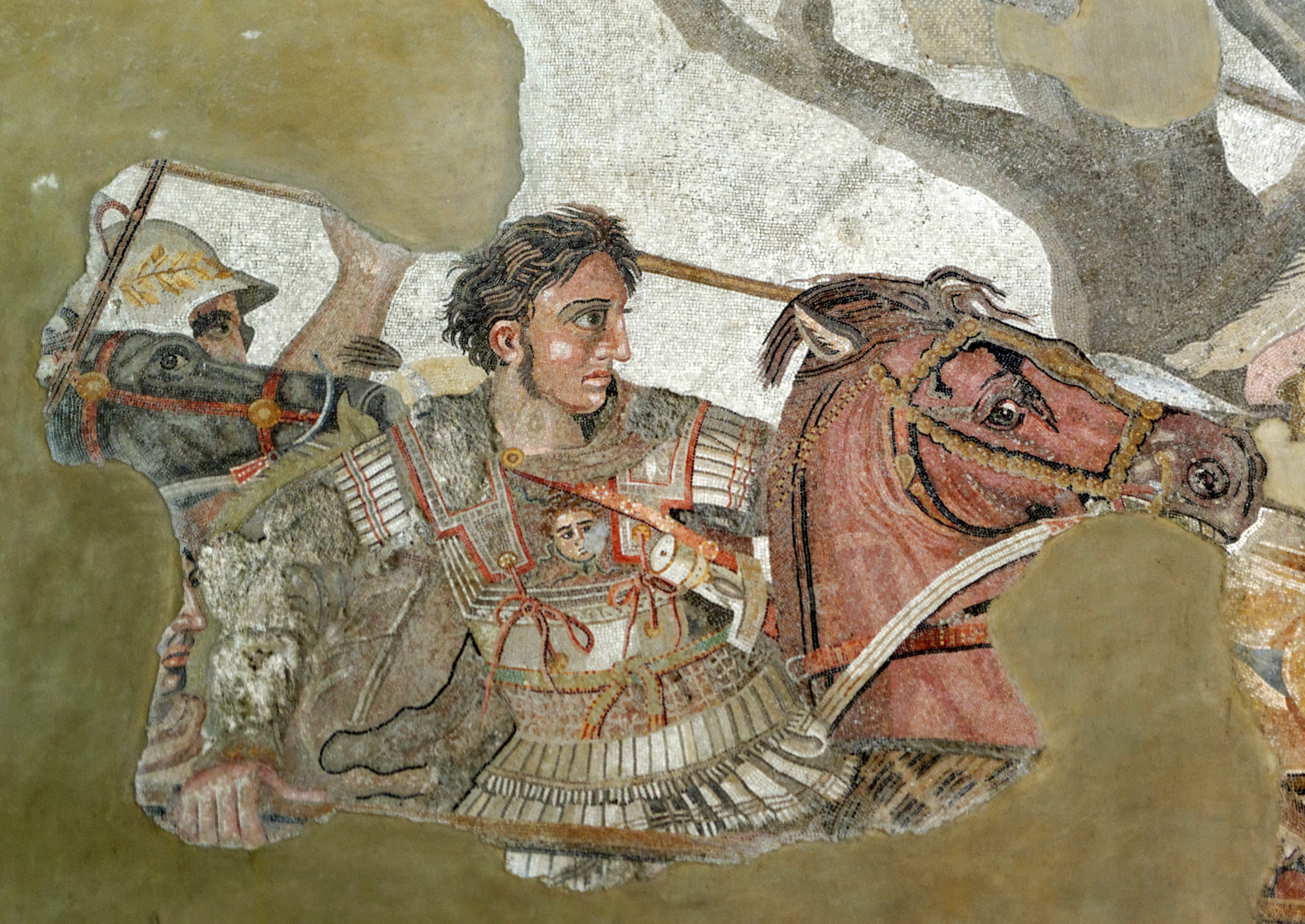
庞贝的亚历山大大帝鑲嵌畫

希腊化时期中，“希腊本土”在希腊语世界的影响力大大减少，当时的文化中心是托勒密王朝的首都亚历山大以及塞琉古帝国的首都安条克。
亚历山大的死讯传到希腊本土，令雅典人觉得有机可乘。他们及其同盟立即起事反抗马其顿的统治，但在拉米亚战争中于一年内即告败北。然而，亚历山大的将军们自己发动一场同室操戈：继業者戰爭，最终导致亞歷山大帝国的分崩离析，而新的一些王国被建立。托勒密奪取埃及、塞琉古獲得美索不达米亚以及帝国的东端，而馬其頓的卡山德和小亞細亞的安提柯則在希臘本土互相競爭勢力。然而馬其頓、色雷斯和安纳托利亚的争端持续一段时间，但前298年安提柯王朝终于取代安提帕特王朝，入主馬其頓，希臘大部也掌握在安提柯二世手裡。
但马其顿人对于希腊城邦並不是完全的，控制也是间断性的，如雅典、罗得岛、帕加马等城市保留实质上的獨立或自治，而一些城邦为了捍卫自己的权利而組成較緊密的城邦聯盟，如亞該亞同盟等。同时，名义上受托勒密王朝管辖的島國同盟实际上也是个独立的力量，控制着希腊愛琴海的南部大部分島嶼。傳統的城邦斯巴达也持續独立，但并不参加任何城邦联盟。
托勒密埃及也經常與馬其頓爭奪希臘的影響力。前267年，托勒密二世说服希腊城市起事反抗马其顿，引发克里莫尼迪兹战争，以雅典统帅的名字命名。希臘城邦联盟被馬其頓击败，雅典再度丧失它的独立和民主政权，这标志其作为政治中心的结束，但它仍旧是希腊最富有和最有文化的城市。但隨著埃及介入並持續損害馬其頓的力量，馬其頓安提柯王朝對希臘的控制力逐步變弱，且希臘本土也崛起兩個城邦聯盟埃托利亞同盟和亞該亞同盟。
斯巴达人仍旧对同半島上的亚该亚人怀有敌意，并于前227年入侵亚该亚并且企圖掌握伯羅奔尼撒半島，残敗的亚该亚人為了打敗斯巴达人，反而與多年的敵手马其顿人聯手，与其结盟對抗斯巴達。
前225年，马其顿在科斯岛击败埃及舰队，将除了罗德斯岛外的整个爱琴海纳入自己的勢力範圍，並使埃及逐步退出愛琴海。前222年，马其顿聯軍在塞拉西亞戰役擊敗斯巴达人，並且進入他们的城市——這是历史上第一次斯巴达被外来势力攻陷。
腓力五世是最后一个面对日益强大的罗马，有能力和条件维持希腊的统一和独立的希腊统治者。在他的努力下达成的諾帕克特斯和約（Peace of Naupactus, 217 BC），使马其顿的影響力再度壟罩整個希臘本土，但這僅僅是形式上的。然而前215年腓力同罗马的敌人迦太基组成联盟，这促使罗马引诱被迫臣服腓力的亚该亚同盟，與其結盟，同時也與罗德島和小亞細亞的帕加马王國结盟。第一次马其顿战争于前212年暴发，无果地结束于前205年，不过马其顿从此成为了罗马的敌人。
前202年，罗马击溃迦太基，扫清东进的最后障碍。前198年，第二次马其顿战争爆发，战争的起因主要缘于罗马将马其顿视作潜在的敵人，也是东方強國塞琉古王朝潜在的同盟者。這場戰爭中腓力五世在希腊的盟友背弃他，马其顿在庫諾斯克法萊戰役中被罗马地方总督提圖斯·昆克蒂烏斯·弗拉米寧（Titus Quinctius Flaminius）击败。馬其頓的希臘霸權被迫結束。
幸运的是，弗拉米尼乌斯是个希腊文化的仰慕者，對馬其頓的處置頗為寬厚。雖然腓力必須服從和約，不得不交出他的舰队，但是不必受到更多的惩处。在前196年的地峡运动会，弗拉米尼乌斯宣告所有的希腊城市的自由，而罗马的卫队仍旧驻扎在科林斯和哈尔基斯。隨著羅馬在希臘的影響立越來越大，且希臘化諸國先後敗於羅馬，羅馬逐漸在希臘建立霸權。儘管名義上羅馬人給予希臘人自由和自治，不过罗马人所承诺的自由只是一个假象，前146年以後大部份的城市都受到羅馬的控制，之後都加入一个罗马控制的同盟，而民主政体被亲罗马的贵族政治所取代。

## 罗马时期
希腊军事力量的下降使得罗马人在前168年左右征服这片土地，儘管成為羅馬的領土，不過卻擁有一段前所未有的和平時光，很多希臘人認為羅馬人結束希臘化時代的動亂，羅馬人的統治則帶來和平，而希腊文化反過來征服罗马人的生活。习惯上认为罗马对希腊的统治开始于公元前146年罗马人卢基乌斯·穆米乌斯（Lucius Mummius）对科林斯的洗劫，然而早在前168年当国王珀尔修斯于彼得那战役中败给卢基乌斯·埃米利乌斯·保卢斯·马其顿尼库斯后，马其顿就已经处于罗马控制之下。罗马人将这片区域划分为四个小共和国，前146年马其顿正式成为罗马的一个行省，首都为塞萨洛尼基。剩下的希腊城邦纷纷被终结事实上的自治，而归降罗马帝国。罗马人将地方行政交给希腊人管理，并不欲破坏传统的政治模式，而雅典的广场（agora）继续作为公共和政治生活的中心而存在。
希臘諸邦並未放棄獨立的意圖，前88年，希臘城邦與本都國王密特里达提六世結盟，反抗羅馬的統治，試圖自行獨立，前63年，密特里达提六世被羅馬擊敗，希臘城邦的獨立抗爭遭到羅馬鎮壓。雅典受到的懲罰被羅馬將領蘇拉大肆搶劫。在羅馬共和危機時期，凱撒和龐培與屋大維和安東尼這兩次內戰後，許多希臘城邦也有捲入其中，使得城市與農村均受到嚴重的破壞，當時地理學家斯特拉波記載，希臘鄉間大片土地荒蕪毫無人煙，許多城市成為廢墟。幸好，凱撒與奧古斯都以後的歷任皇帝，對於希臘城邦甚為寬大，特別是奧古斯都將希臘與馬其頓分離，單獨成為亞該亞省，以科林斯為首府，並於前44年重建科林斯城，希臘得以享受百多年承平的歲月，不過三世紀時，希臘開始受到蠻族的侵擾，267年，雅典曾經被西哥德人占領且洗劫一空。
212年，卡拉卡拉的安扥尼努斯敕令将罗马的公民权赋予意大利以外全帝国的男性自由民，事实上将行省的居民提升到与罗马城的居民同等的地位。这条敕令的历史重要性甚至大于政治重要性，自此帝国的经济和法律的机制通行于整个地中海地区，为帝国的融合打下基础，如同当年从拉丁部落拓展到整个意大利的过程。当然，在实践中融合并不可能完全实现，例如希腊这样已经整合于罗马的地区更适应这个条令，而像不列颠、巴勒斯坦或是埃及这些不是太远就是太穷或是太过特别的地区就无法达到这样的程度。
卡拉卡拉的敕令并未能控制权力从西方向希腊和东方转移的过程，相反它加速这个过程，为希腊在中世纪成为欧洲的主要力量打下基石。

## 中世纪
拜占庭帝国的历史由学者August Heisenberg总结为“皈依基督教的希腊人的罗马国”的历史。自罗马帝国分裂为东西两部分，及后西罗马帝国的覆灭，而原本由東羅馬帝國統治的埃及、巴勒斯坦及敘利亞等地又在七世紀被阿拉伯入侵及佔領，希腊於是成为了帝国的主要部份，希臘人也成為帝國的主要公民，并最终将这两种身份等同起来。君士坦丁大帝将拜占庭建筑成为帝国的首都（从此称为君士坦丁堡），将其置于帝国中心，并在之后的历史长河中一直作为灯塔狼烟指引着希腊人的民族归属感，直到近代。
君士坦丁大帝和查士丁尼一世的形象構成帝国前期（324年—610年）的历史，这两个皇帝吸收罗马的传统，作为拜占庭帝国奠立和发展的根基。最初的几个世纪用于巩固帝国边界，并试图恢复罗马帝国的疆域。同时，这一阶段也标志为正教传统的建立及其与来自帝国内部異端的冲突。

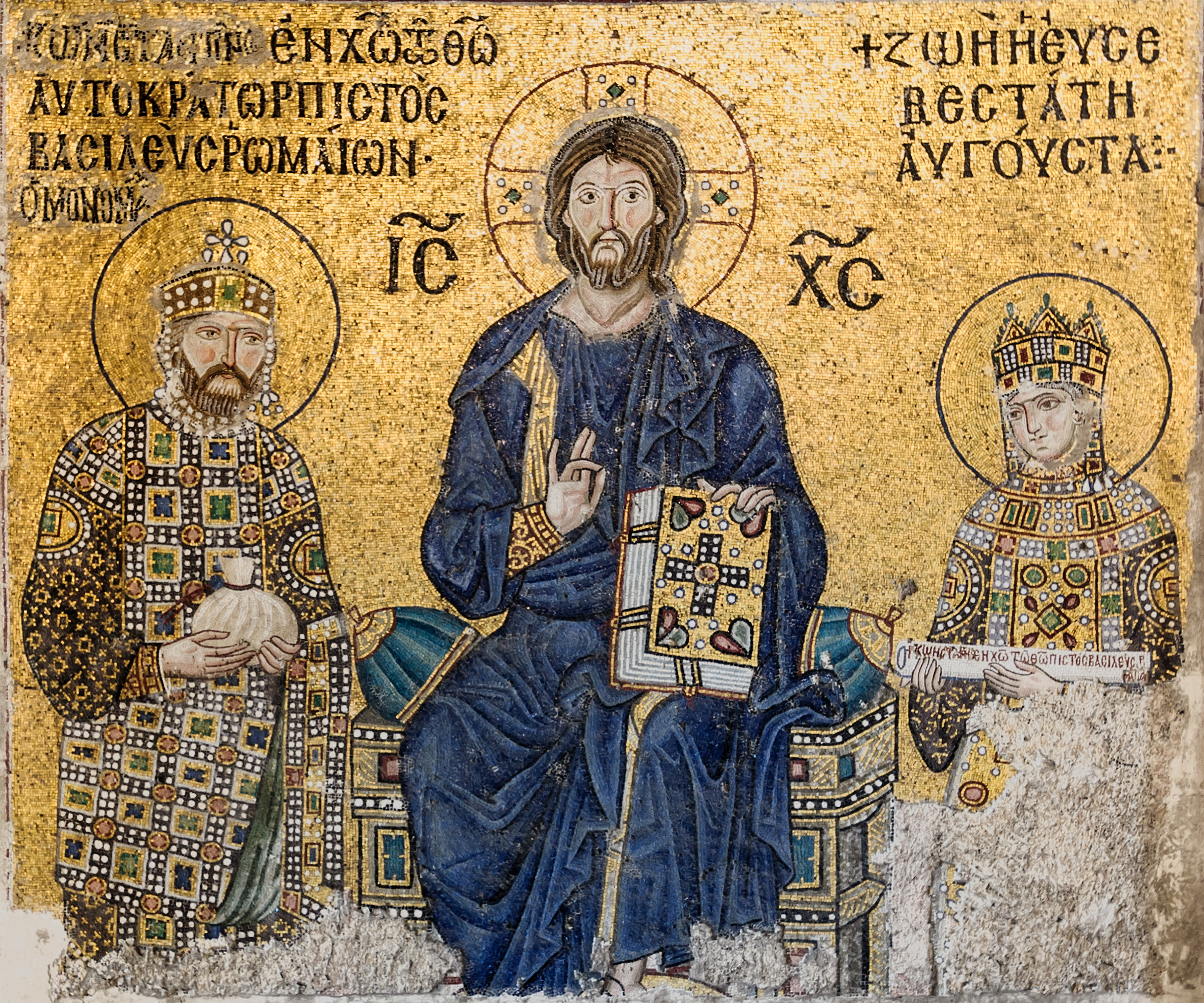
拜占庭马赛克

在拜占庭中期（610年—867年）的第一阶段，帝国经受同时来自宿仇（波斯人、伦巴底人、阿瓦尔人和斯拉夫人）和新敌（阿拉伯人、保加利亚人、弗拉幾人）的进攻，这些攻击并不局限于边界冲突，有时他们深入疆界甚至威胁首都。同时，入侵者并不满足于时而短暂的进攻，而是转为长期定居，变作与帝国敌对的新的国家。来自外部和内部的因素导致帝国的结构也产生转变，比如小户的自由农民的兴盛、军事统治的扩张以及军区（themata）制度的发展，完成肇始于上个时期的这些变化。在行政领域也发生一些改变：社会和行政变得相当希腊化，同时偶像破除运动之后重塑正教传统，这些因素致使对邻近国家成功的军事行动，将它们置于拜占庭的文化影响圈之内。在这个时期版图有所缩小，并且由于丢失生产财富的地区，经济受到一定的破坏；然而，它取得语言、宗教和文化的巨大辐射力。
1204年，发生帝国历史上最重大的事件，标志拜占庭晚期的开始。希腊人的君士坦丁堡在历史上第一次失守，帝国被拉丁十字軍征服并由拉丁帝国所取代57年。此外，拉丁占领时期极大地影响帝国的内部发展，因为封建分封制度被引入拜占庭生活。
1261年，希腊帝国被分割至前希腊拜占庭科穆宁王朝的成员（Epirus）手中以及巴列奥略王朝（君士坦丁堡沦陷时的最后一任王朝）手中。希腊拜占庭帝国内部的衰弱以及奥斯曼帝国的入侵逐渐导致帝国的衰亡。1453年，拜占庭帝国落入奥斯曼人手中，希腊的拜占庭时期宣告结束。
需要指出的是“拜占庭时期”这个术语是由现代历史学家发明的，自10世纪起人们称呼这个帝国为希腊帝国，而之前则为罗马希腊帝国（Romeo-Greek），这就是为什么希腊人有时在口语中自称为Romioi。“罗马”（Romeo）这一修饰来自于帝国在政治行政领域对于罗马的传承。实际上，在欧洲历史上许多国家都使用这个修饰，比如卡洛林王朝以及日耳曼人的神圣罗马帝国都将自己看作是罗马帝国的继承者。

## 奥斯曼统治
奥斯曼人結束1204年以來的分裂局面，希臘進入奥斯曼帝國統治的歷史階段，他們由駐索菲亞的歐洲領地總督直接管轄，1470年，被六個「旗」（Sanjak），旗之下再細分數個縣。土耳其蘇丹讓希臘當地的名門望族，負責地方收稅和維持治安的工作，也有擔任中央政府重要要職，如教會由於土耳其蘇丹不干涉基督徒信仰自由，信仰東正教的基督徒因此歡迎奥斯曼帝國的統治。土耳其人子孫擅長征戰，卻不善於管理，加上伊斯蘭教禁止教徒說阿伯話語以外的語言，對外連繫與溝通都需要通譯，精通各種語言的希臘富商、稅吏和高級文官，便有擔任中央政府重要官職的機會，都有需要他們的地方。
有些希腊人不願受到奥斯曼人的統治，兴起两股移民潮。首先是希腊知识分子阶层向西欧的移民，由此激发文艺复兴的到来。其次，一些希腊人离开平原，躲进层峦的群山中。由於希腊是个多山的国度，而奥斯曼人从未成功地在山区建立他们的军事或者行政存在，因而在这种意义上来说，奥斯曼人从来没有完全征服希腊。在希腊大陆和岛屿上存在有许多秘密社群，如克里特岛上的Sphakiots、伊庇鲁斯的Souliots以及伯罗奔尼撒的Mani都是奥斯曼统治时期山区活跃的秘密社群。自16世纪末直至17世纪，许多希腊人开始从山区搬回平原地区。帝国推行的宗教自治社区“米利特”（Millet）制度将各个地区分划给宗教族群自治，这间接促进东正教希腊人的民族凝聚力。希腊正教会作为民族-宗教社团，帮助全希腊各个地区（山区、平原、岛屿）的希腊人在艰难的奥斯曼统治下维系自己的种族、文化以及语言遗产。
奥斯曼统治下的希腊人不是承受异族统治的基督徒就是秘密基督徒（Crypto-Christians），他们表面上遵循伊斯兰教的教规，而秘密地实践希腊正教的信仰，以逃避苛重的捐税，而同时又不失去同希腊正教会的联系。然而那些真正皈依伊斯兰教的希腊人，即使他们保留自己的文化和语言，也被同族的正教希腊人视为土耳其人。
大約從17世紀末期開始，移居在君士坦丁堡的希臘人（俗稱為「法那人」）就逐漸獲得奥斯曼中央重用，在行政管理部門占據重要地位。法那人是奥斯曼帝國與歐洲各國交往中的翻譯人和中間人，並在財政上為帝國出力以換取特權，譬如他們中的銀行家通常為土耳其帕夏出錢買官，以此交換取得利潤豐厚的包稅合同；與此同時，法那人各家族的權勢人物，也牢牢控制君士坦丁堡的東正教主教職權，並在18世紀中期，成功將其權限擴大到原本獨立的塞爾維亞和保加利亞教會。更重要的是，1711年奥斯曼人把帝國在巴爾幹半島的穀倉地區——羅馬尼亞諸省的統治權交給法那人，於是他們成為與帝國有共生關係的中間人與受益人，和仍居於希臘半島的本土希臘人日漸隔閡與斷裂。
1774年，奥斯曼帝國在第一次大敗給俄國後（參見第五次俄土戰爭），依據兩國簽訂的庫楚克凱納吉條約，奥斯曼開放黑海讓俄國船隻通航，並減免其關稅。俄國因為缺乏黑海船隻，所以慷慨地讓同是東正教的希臘人和部分巴爾幹人，享有船隻懸掛俄國旗號的權利。於是，大量希臘商人趁機掌控俄國有利可圖的糧食貿易，把大烏克蘭地區生產的小麥，運送到糧價較高的南歐與西歐地區。這不但讓希臘本地的希臘商人崛起，也從西歐媒介並傳導18世紀的啟蒙運動與獨立理想。
總的來說，儘管少數希臘人（法那人）受到土耳其人重用，但是大多數本土的希臘人處於被征服和剝削的地位，他們仍然尋找機會，希望有朝一日推翻奥斯曼人的統治，因此有不少起義運動。拜占庭帝國滅亡後，威尼斯為了維護自己的利益，持續與奥斯曼土耳其對抗，試圖保住原先的勢力範圍和殖民地，在往後兩個半世紀，雙方爭戰不斷，直到1718年「帕薩羅維耶條約」，勢力大減，不再扮演干涉希臘的角色。與俄羅斯（俄羅斯沙皇一直派間諜在奥斯曼帝國的歐洲部分四處活動，鼓動同為東正教的希臘人起義抗暴，另外1783年，俄國與奥斯曼土耳其政府簽訂商約，可讓希臘人懸掛俄國國旗到處經商，希臘人在地中海積極發展商業，繁榮的商業更加促進希臘人團結一致的思潮）的干涉下也不無影響}。1789年，歐洲發生法國大革命，革命的口號「獨立自由」響徹雲霄，對希臘也產生迴響，將法國著名革命歌曲「馬賽曲」填上希臘文歌詞，代表句為「起來吧，希臘同胞們」。康斯坦丁創立「赫克特」社會組織宣揚愛國思想，並且提供武器給希臘人，組織流亡維也納的希臘人和同情希臘的人士，發起獨立運動，在維也納出版以通俗希臘語翻譯的外國著作，另外還蒐集民歌集結成冊，這些民歌在希臘各地都激起愛國情操，從古典文化中整理出介於在古典與通俗語言之間的希臘文，使希臘從此有統一的書寫文字，有助於民族國家的形成，民族意識水漲船高，加上奥斯曼帝國卻逐漸貪污、腐化且衰落，使希臘人們燃起獨立的希望，這些種種因素構成希臘獨立運動的背景。

## 现代希腊国家的建立
希臘現代發展史，外權扮演著相當重要的角色，由於地理位置的優越，自奧斯曼帝國衰落後，希臘作為控制達達尼爾海峽的要地和阻擋共產主義的前線，一直是引起國際瓜分利益的焦點。

### 獨立建國

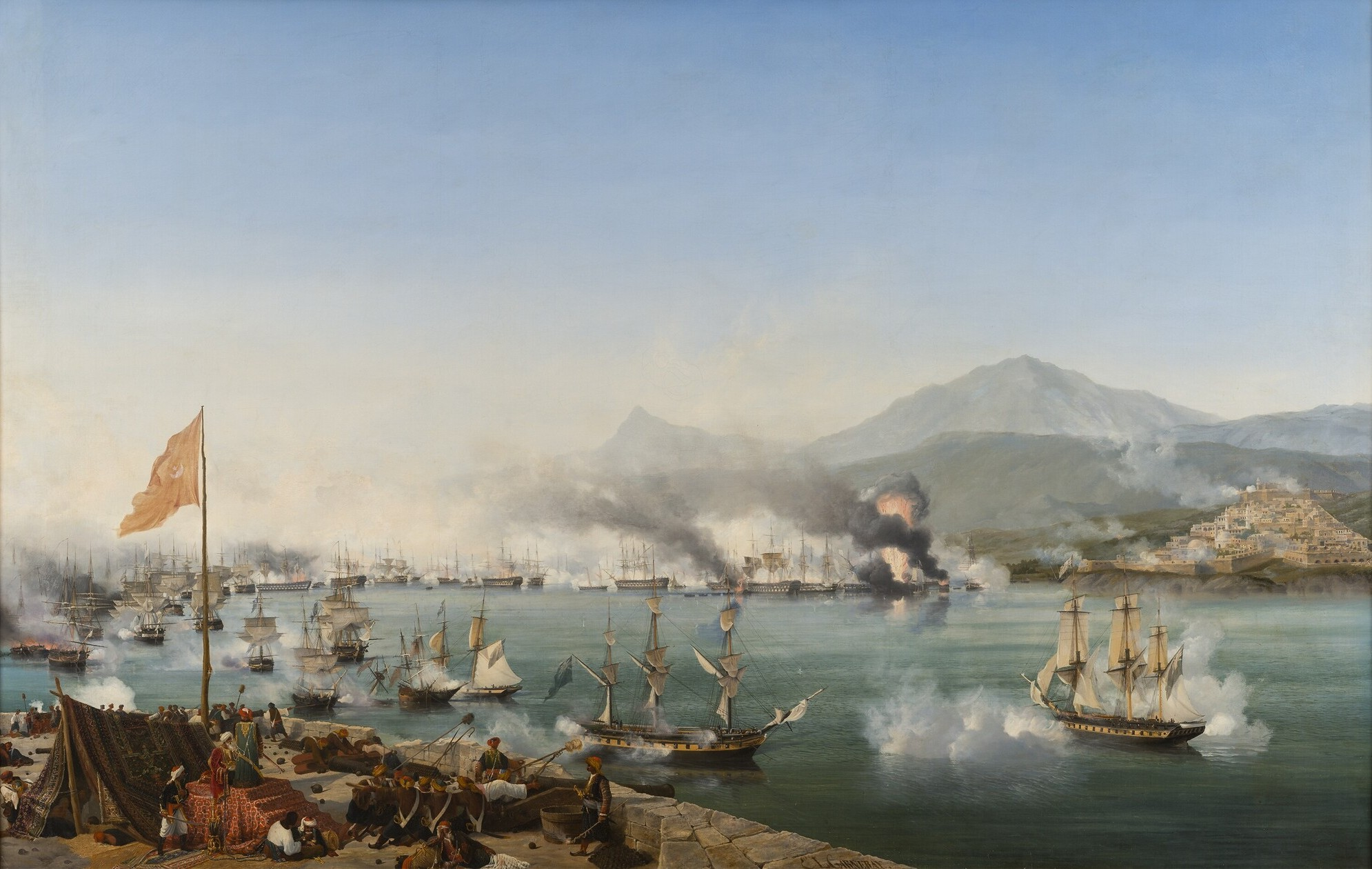
1827年10月的纳瓦里诺海战标志着奥斯曼帝国在希腊统治的结束

奥斯曼人统治希腊直到19世纪早期，1821年希腊人发动希腊独立战争（部分領導人為法那人），并宣称独立；不过受到奧地利帝國的宰相梅特涅的抵制，这一运动直到1829年才获得最终的胜利。当时的欧洲知识精英普遍崇拜古希臘文明，敵視伊斯蘭文明，纷纷以同情的眼光看待这场战争，将之视为古典主义的欧洲或是基督教的欧洲对于异教徒的反抗。例如欧仁·德拉克罗瓦在他1824年的作品《伊俄斯的屠杀》（Le Massacre de Scio）中所表现出的情感。一些非希腊族的志愿者也参加战斗，如诗人拜伦。当时奥斯曼帝国对于反抗军来说过于强大，事实上，在報復性的1821年君士坦丁堡大屠杀之後，他们一度接近于完全扼杀起义军，但正是迫于外国军事力量的干涉才没有实现。1827年的纳瓦里诺海战标定战事的走向，其中来自英国、法国和俄罗斯的舰只击溃奥斯曼和埃及的联合舰队，而在1832年得以順利獨立，現代希臘於是出現。

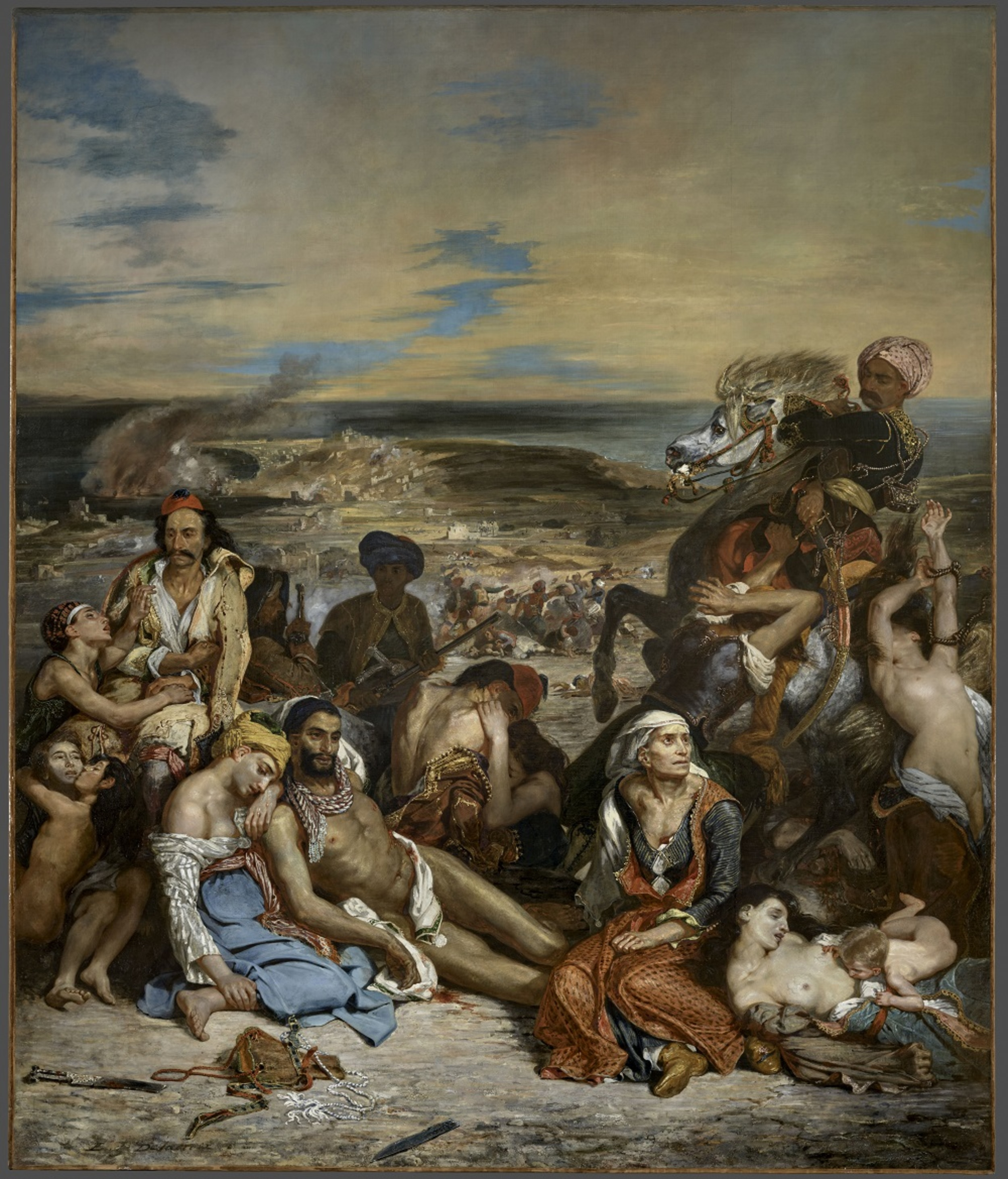
《伊俄斯的屠杀》，德拉克罗瓦

俄罗斯的外相，希腊人愛奧尼斯·卡波季斯第亞斯于1827年返回祖国担任新成立的共和国的总统，但于四年后死于暗杀。其后西方诸强用一个君主国取代这个共和国，首任国王为来自巴伐利亚的奥托一世。其继任为丹麦人。在建国初期，19世纪至20世纪早期，希腊发动一系列对于奥斯曼的战役，旨在扩张自己的疆域而吸纳更多生活在奥斯曼治下的希腊族人，經由奥托一世和喬治一世兩任國王的治理，希腊的领土和人口逐渐上升，直到1947年完成现在的版图。

## 偉大理想與國家分裂
1897年，希腊在第一次希土战争战败；但在后来1912年的巴尔干战争中战胜奥斯曼帝国，使希臘的領土人口倍增。
第一次世界大战中，希腊站在协约国一方，反对奥斯曼帝国及其他同盟国国家。但是對於是否參加一戰，國王康斯坦丁一世和人氣首相埃莱夫塞里奥斯·韦尼泽洛斯發生尖銳對立：韋尼澤洛斯希望追求「偉大理想」的實現，而國王則認為應該「建立雖小但是有名譽的國家希臘」，應先鞏固新獲得的領土，之後再追求收復失地，兩方因此在1916年出現兩個政府的對抗。雖然1917年由韦尼泽洛斯獲勝並和英法聯盟、對德土宣戰，但韦尼泽洛斯派和反韦尼泽洛斯派的鬥爭和裂痕延續到1930年代，徹底撕裂了希臘人民的精神認同、國家定位，並改變了未來走向。

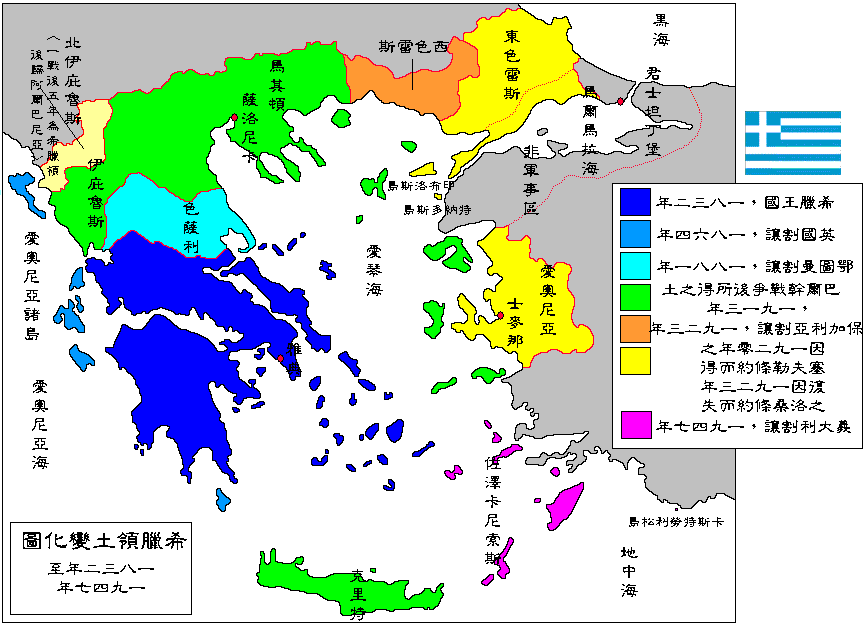
綠、橘、黃色地區是1910-1920年間，首相韋尼澤洛斯主政時擴張的領土

战后西方诸强将小亚细亚的一部分割让与希腊，其中包括有许多希腊人口的Smyrna城（即今天的伊兹密尔）。同时，凯末尔领导的土耳其民族主义者在国内推翻奥斯曼政府，并组织对希腊部队的军事行动，将其打败。50萬居住在希腊的土耳其人立刻搬回土耳其，与居住在土耳其的120萬希腊居民进行一次人口大转移。另外，1923~1927年間，希臘從君主制變為共和國，旋即是短命的軍人獨裁統治，最終復歸為共和國；三年內頒布三部憲法，此後雖過了四年相對穩定的日子卻接著經濟危機到來，貨幣暴跌四分之三而政府卻束手無策，1936年民主制徹底坍塌而專制政府正式登台，當局解散議會、廢除憲法、宣布軍事管制、鎮壓政黨和反對派組織，並剝奪人民的政治自由，軍警力量得以加強，幾千人被投入集中營虐待，同時還發展法西斯式的國家青年組織，精心安排歌頌領袖的遊行。
尽管希腊只有数量有限、装备落后的军事力量，在第二次世界大战中还是选择站在同盟国一边，拒绝向法西斯意大利的要求妥协。1940年10月28日意大利入侵，遭到希腊军队的顽强抵抗，将入侵者逐回（参见希意战争），这标志着盟国在歐洲战场上的第一次胜利。納粹德國元首希特勒为了自己的南翼作考虑，同時又因南斯拉夫親近英國，而不得已介入这一地区，納粹德国、法西斯義大利和保加利亚王國的军队击败希腊、英国、澳大利亚和新西兰的军队，佔領希腊。
德国人试图进一步通过伞兵的大规模作战推进克里特岛，以便消除同盟国从埃及进攻南翼的后顾之忧。然而他们受到协约军和克里特当地居民的强烈抵抗，最终克里特岛陷落，在軸心國统治期间，成千上万的希腊人死于战斗、集中营或是饥饿。尽管有希腊正教会和许多希腊基督徒的搭救，大部分的犹太社区还是为侵略者所肃清，同时经济也陷入停滞。1941年至1942年德國、義大利和保加利亞统治期间希腊爆发大饥荒、加之国内的纳粹大屠杀以及德佔塞萨洛尼基的传统犹太人社区被毁的境遇下，希腊人的反抗组织开始形成，如右派的国民民主連盟(EDES)、国民社会解放運動(EKKA) 、左派的民族解放战线(EAM)等，希腊各地的抵抗運動开始，1943年義大利投降，義大利佔領區被德國進駐。1944年英軍抵達希臘，同時蘇聯紅軍已迫近德國，德軍撤出希臘回防，1945年德國投降後，希臘內战即將爆發，希臘國民軍與共產黨人之间艰苦的内战，一直持续到1949年才終止。

### 恢復民主
1950年—1960年代，希腊的经济出现发展缓慢的迹象，前期借助美国马歇尔计划的捐赠和贷款，其后侧重于其旅游业。1967年4月21日，希腊军队的陆军准将斯泰利亚诺斯·佩塔克斯（Stylianos Pattakos）和两名上校乔治斯·帕帕佐普洛斯以及尼可拉斯·马卡瑞佐斯三人主导的一次政变推翻Panayiotis Kanellopoulos的右翼政府，成立一個名為「上校團」的軍政府。新政权受到美国的支持，中央情报局被怀疑参与这次政变。1973年他们废黜君主，1974年独裁者乔治·帕帕多普洛斯拒绝美国的帮助，因此——谣传说在基辛格的策动下——发生第二次政变。迪米特里奥斯·约安尼泽斯上校被任命为新的首脑。
许多人认为约安尼泽斯对塞浦路斯针对馬卡里奧斯总统的政变负有责任——这场政变被作为1974年土耳其对塞浦路斯第一波入侵的借口。塞浦路斯事件以及对雅典综合理工大学起义血腥的镇压导致军政府的内垮。一位流亡政治家，康斯坦蒂诺斯·卡拉曼利斯从巴黎返回，作为临时首相，并获得接连两届连任担当保守的新民主党的主席。1975年，一次全民公投确认康斯坦丁二世的离任，新的民主共和国宪法生效。另一个曾经流亡的政治家，安德烈亚斯·乔治·帕潘德里欧也回归祖国，并创建社会民主的泛希社运党。他们赢得1981年的大选，主导这个国家的政治事务长达近二十年。
自从恢复民主，希腊的经济社会情况有所改善，並且稳步成長。它于1981年加入欧洲联盟，并在2001年接受欧元作为货币。由欧盟的援助以及旅游、航运、服务、轻工业的收入所实现的基础建设给希腊人带来前所未有的生活水准。然而希腊和土耳其之间在塞浦路斯问题以及爱琴海边界问题上仍关系紧张，不过1999年相继发生在两国的地震以及民间自发的互助冲淡这种矛盾。
2007年9月16日，议会选举。新民主党在300个席位中获得152席、泛希腊社会主义运动102席、希腊共产党22席、左翼联盟14席以及人民党10席。以科斯塔斯·卡拉曼利斯为总理的新民主党政府得以继续执政。
2009年，希臘國債危機開始受到世界關注。

## 註腳
1. ↑  當代史學家波里比阿曾說：「如果我們不迅速滅亡，就不能得救[參⁠ 16]。」
2. ↑   註:

### 引用
1. ↑  Carl Roebuck,The World of Ancient Times (Charles Scribner's Sons: New York, 1966) pp. 77 & 113.
2. ↑  Carl Roebuck, The World of Ancient Times, p. 13.
3. ↑  Carl Roebuck, The world of Ancient Times (Charles Scribner's Sons: New York, 1966) p. 101.
4. ↑  王尚德. . . 2010: 22-24頁.
5. ↑  劉增泉. . . 2003: 13頁.
6. ↑  王尚德. . . 2010: 46-47頁.
7. ↑  王尚德. . . 2010: 62-64頁.
8. ↑  劉增泉. . . 2003: 15-16頁.
9. ↑  王尚德. . . 2010: 64-68頁.
10. ↑  王尚德. . . 2010: 61-62頁.
11. 1 2  王曾才. . . 2006: 109-110頁.
12. 1 2  馮作民. . . 1979: 631-633頁.
13. 1 2  馮作民. . . 1979: 637-639頁.
14. 1 2  馮作民. . . 1979: 664-666頁.
15. 1 2  鹽野七生. . . 2001: 274-295頁.
16. 1 2 3 4 5  劉增泉. . . 2003: 77-79頁.
17. 1 2  王曾才. . . 2006: 163-165頁.
18. 1 2 3  劉增泉. . . 2003: 79-86頁.
19. ↑  劉增泉. . . 2003: 87-90頁.
20. ↑  劉增泉. . . 2003: 90-92頁.
21. ↑  劉增泉. . . 2003: 92-93頁.
22. ↑  劉增泉. . . 2003: 94-98頁.
23. ↑  劉增泉. . . 2003: 103頁.
24. 1 2  威廉·麥克尼爾著、郭方等譯，《西方的興起(下)》，頁1003-1004
25. ↑  劉增泉. . . 2003: 115-117頁.
26. ↑  劉增泉. . . 2003: 115-117頁.
27. 1 2  劉增泉. . . 2003: 117-119頁.
28. ↑  劉增泉. . . 2003: 119頁.
29. ↑  劉增泉. . . 2003: 120-121頁.
30. ↑  劉增泉. . . 2003: 121-126頁.
31. ↑  劉增泉. . . 2003: 126-127頁.
32. ↑  劉增泉. . . 2003: 127頁.
33. ↑  劉增泉. . . 2003: 127-129頁.
34. ↑  劉增泉. . . 2003: 129-131頁.
35. 1 2  劉增泉. . . 2003: 131-133頁.
36. ↑  Ian Kershew著、林華譯. . 中信出版集團. 2018年12月: 202、282. ISBN 978-7-5086-8300-3.
37. 1 2 3  劉增泉. . . 2003: 143-145頁.
38. ↑  劉增泉. . . 2003: 145-149頁.
39. 1 2  劉增泉. . . 2003: 149-153頁.
40. ↑  劉增泉. . . 2003: 153-155頁.
41. 1 2 3 4 5 6 7  劉增泉. . . 2003: 165-168頁.
42. ↑  梁业倩，综述：希腊执政党以微弱多数赢得大选 （页面存档备份，存于），新华网
43. ↑  George Matlock. . Reuters. 16 February 2010  [28 April 2010]. （原始内容存档于2020-09-20）.
44. ↑  . The Economist. 29 April 2010  [22 June 2011]. （原始内容存档于2017-10-20）.
45. ↑   參:
46. 劉增泉. . . 2003: 103頁.
47. 劉增泉. . . 2003: 104頁.
48. 劉增泉. . . 2003: 105頁.
49. 劉增泉. . . 2003: 105-108頁.
50. 劉增泉. . . 2003: 108-109頁.
51. 劉增泉. . . 2003: 109-111頁.

### 其它文獻
中文
- . 三民書局. ISBN 978-957-14-3393-6.
- . 三民書局. ISBN 978-957-14-3394-3.
- . 三民書局. ISBN 978-957-14-3751-4.
- . 三民書局. ISBN 978-957-14-4602-8.
- . 華滋出版. ISBN 978-986-6271-13-7.
- . 燕京文化事業股份有限公司.

外文
- Chadwick, John. . Cambridge UP. 1976. ISBN 0-521-29037-6.
- Mountjoy, P.A. . Studies in Mediterranean Archaeology 73. Göteborg: Paul Åströms Forlag. 1986. ISBN 978-91-86098-32-2.
- Mylonas, George E. . Princeton UP. 1966. ISBN 978-0-691-03523-9.
- Podzuweit, Christian (1982). "Die mykenische Welt und Troja". In: B. Hänsel (ed.), Südosteuropa zwischen 1600 und 1000 v. Chr., 65-88.
- Taylour, Lord William. . Revised edition (1990). London: Thames & Hudson. 1964. ISBN 978-0-500-27586-3.
- Latacz, J. Between Troy and Homer. The so-called Dark Ages in Greece, in: Storia, Poesia e Pensiero nel Mondo antico. Studi in Onore di M. Gigante, Rome, 1994.

## 延伸閱讀
- Boardman, John, et al. The Oxford History of Greece & the Hellenistic World (2002)
- Brewer, David. Greece: The Hidden Centuries: Turkish Rule from the Fall of Constantinople to Greek Independence (I.B. Tauris, 2010) 308 pages.
- Burn, A.R. The Penguin History of Greece (1966)
- Cartledge, Paul. The Cambridge Illustrated History of Ancient Greece (2002)
- John Chadwick. . Cambridge University Press. 1976. ISBN 0-521-29037-6.
- Demand, Nancy H. A History of Ancient Greece in Its Mediterranean Context (2006)
- Grant, Michael. A Social History of Greece and Rome (1993)
- Koliopoulos, John S.,  and Thanos M. Veremis. Modern Greece: A History since 1821 (2009)
- Pomeroy, Sarah B., et al. A Brief History of Ancient Greece: Politics, Society and Culture (2009)
- Woodhouse, C. M. Modern Greece: A Short History (2000)

## 外部連結
- Jeremy B. Rutter, "The Prehistoric Archaeology of the Aegean"：年表、历史、文献